# دنویل، کبک
دنویل (به فرانسوی: Danville) شهرکی در منطقه شهری له سورس ناحیه استری در استان کبک کانادا است. در سرشماری سال ۲۰۱۱ این شهرک ۴٬۱۰۵ نفر جمعیت داشته‌است و مساحت آن ۱۴۹٫۵۱ کیلومتر مربع است.